# Ectodus descampsii
Ectodus descampsii är en fiskart som beskrevs av Boulenger, 1898. Ectodus descampsii ingår i släktet Ectodus och familjen Cichlidae. IUCN kategoriserar arten globalt som livskraftig. Inga underarter finns listade i Catalogue of Life.